# Sinophorus robustus
Sinophorus robustus là một loài tò vò trong họ Ichneumonidae.